# Papar

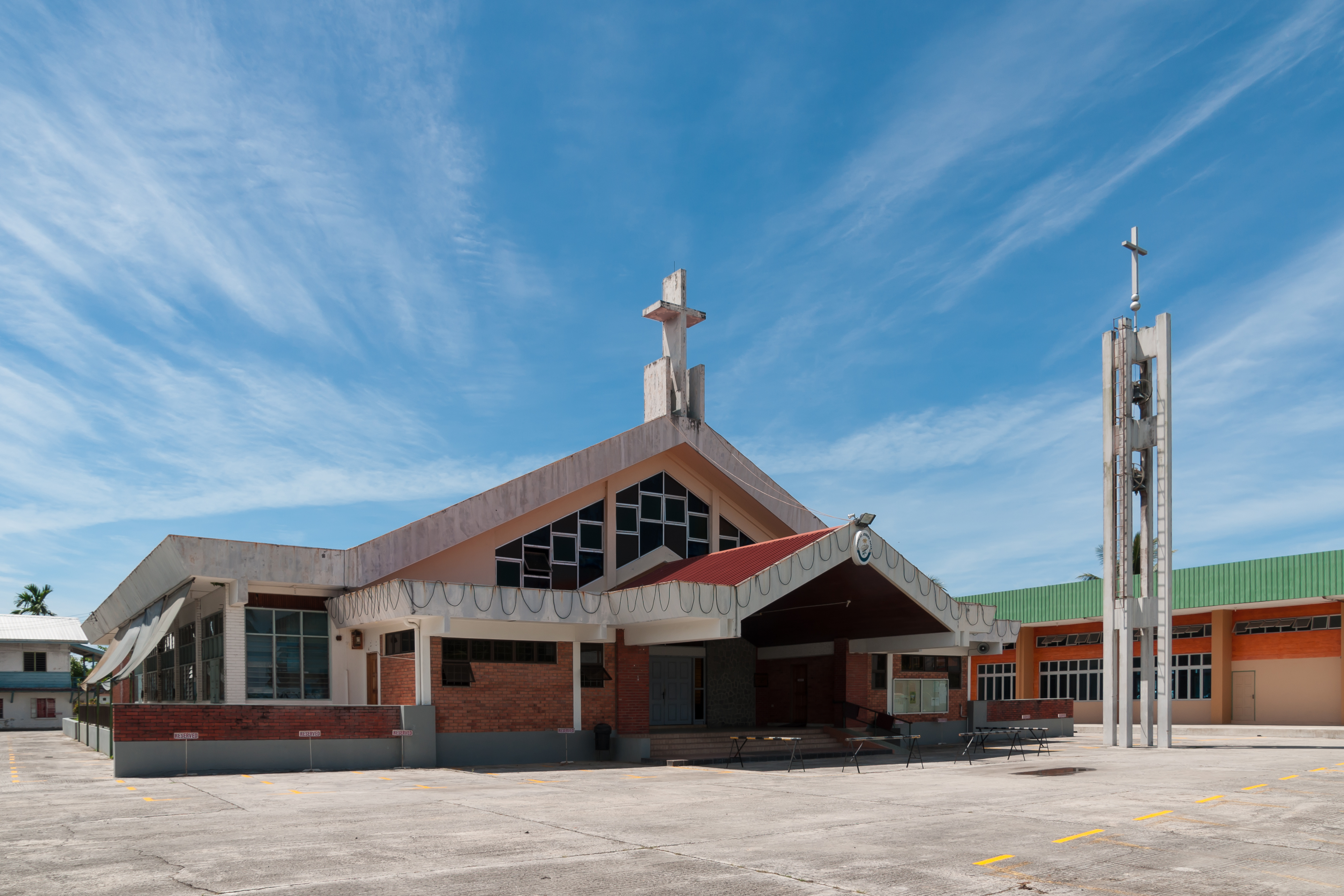
Katholische Pfarrkirche St. Joseph

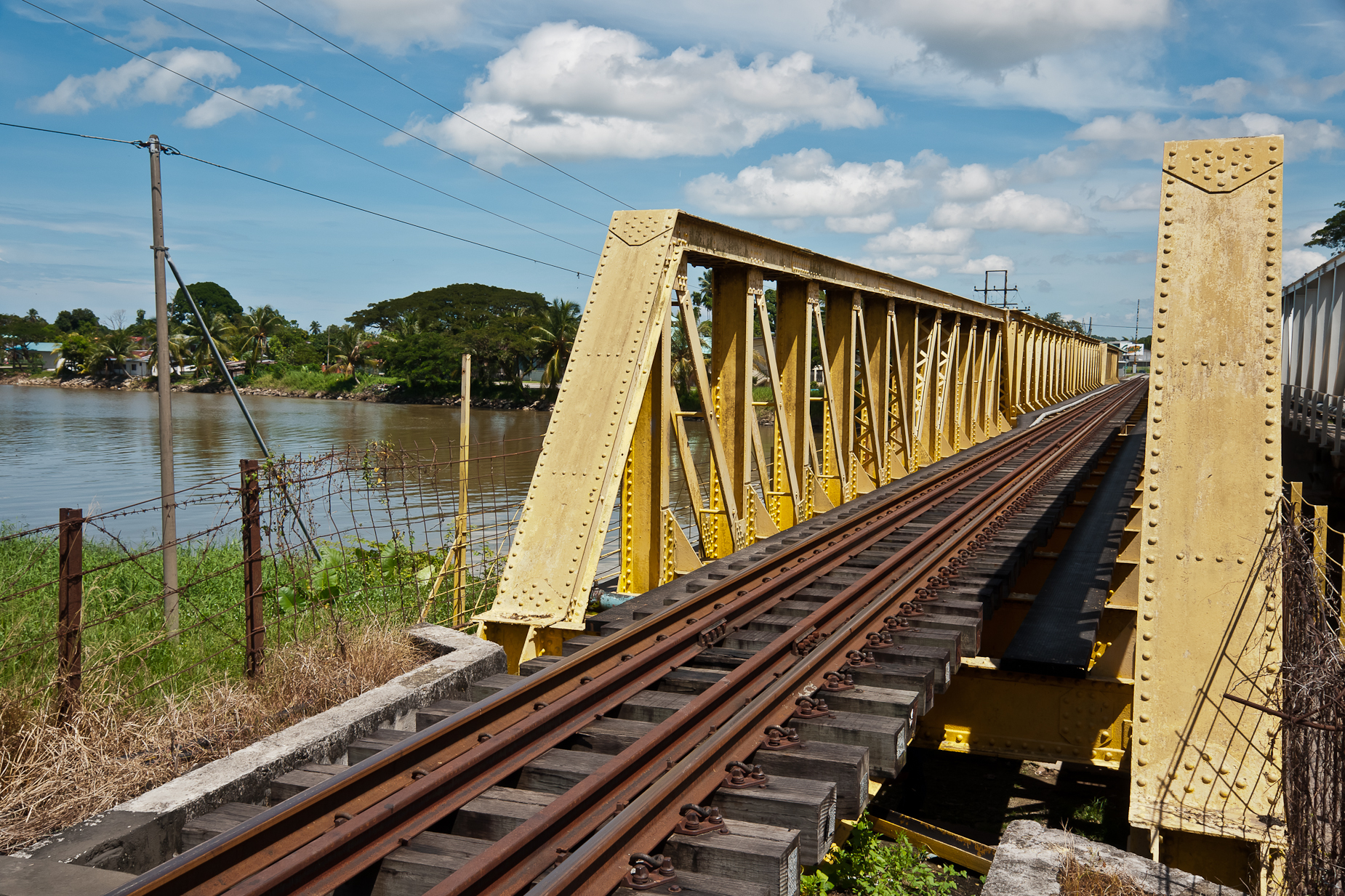
Eisenbahnbrücke über den Papar River

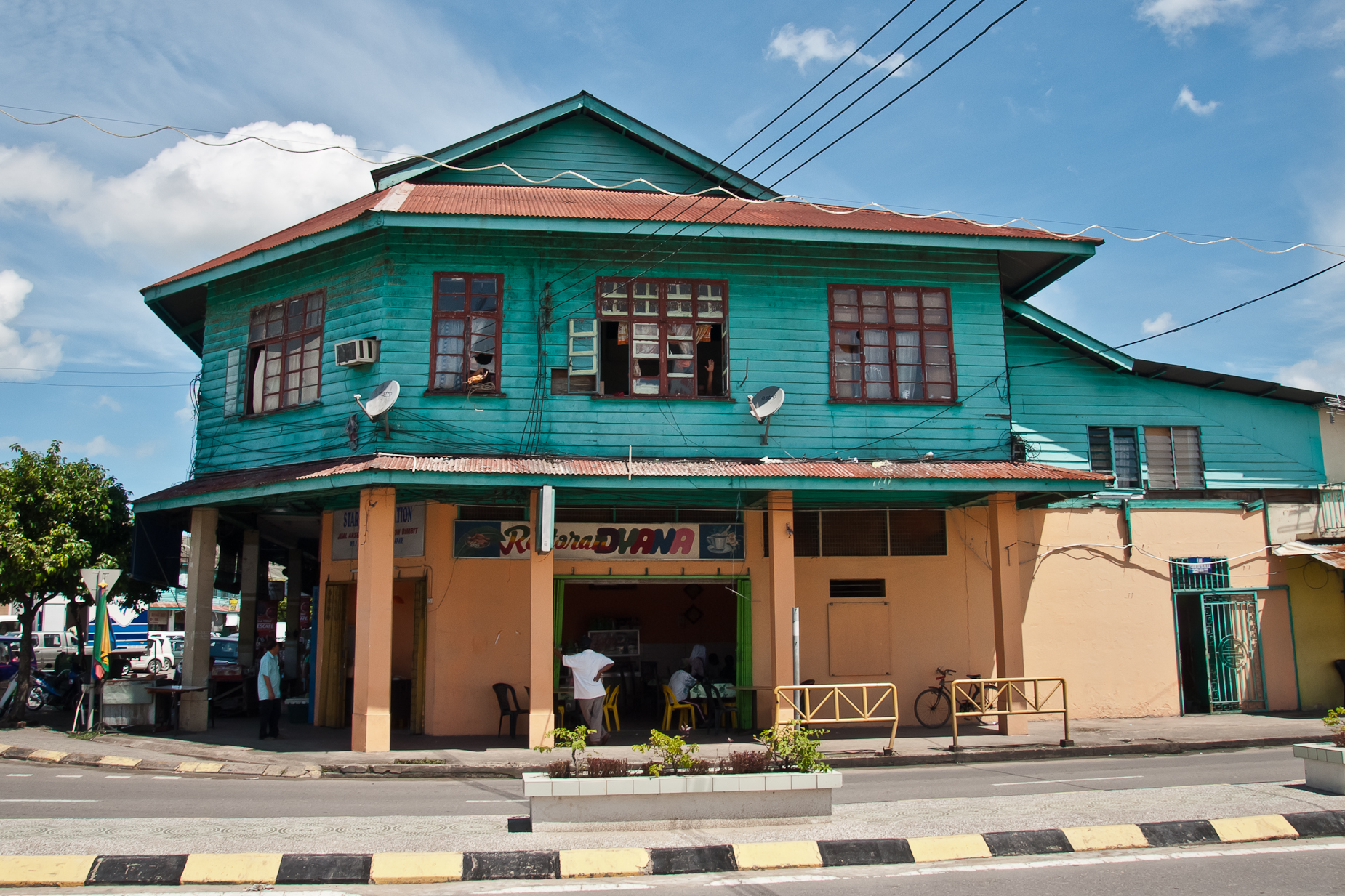
Haus im kolonialen Stil

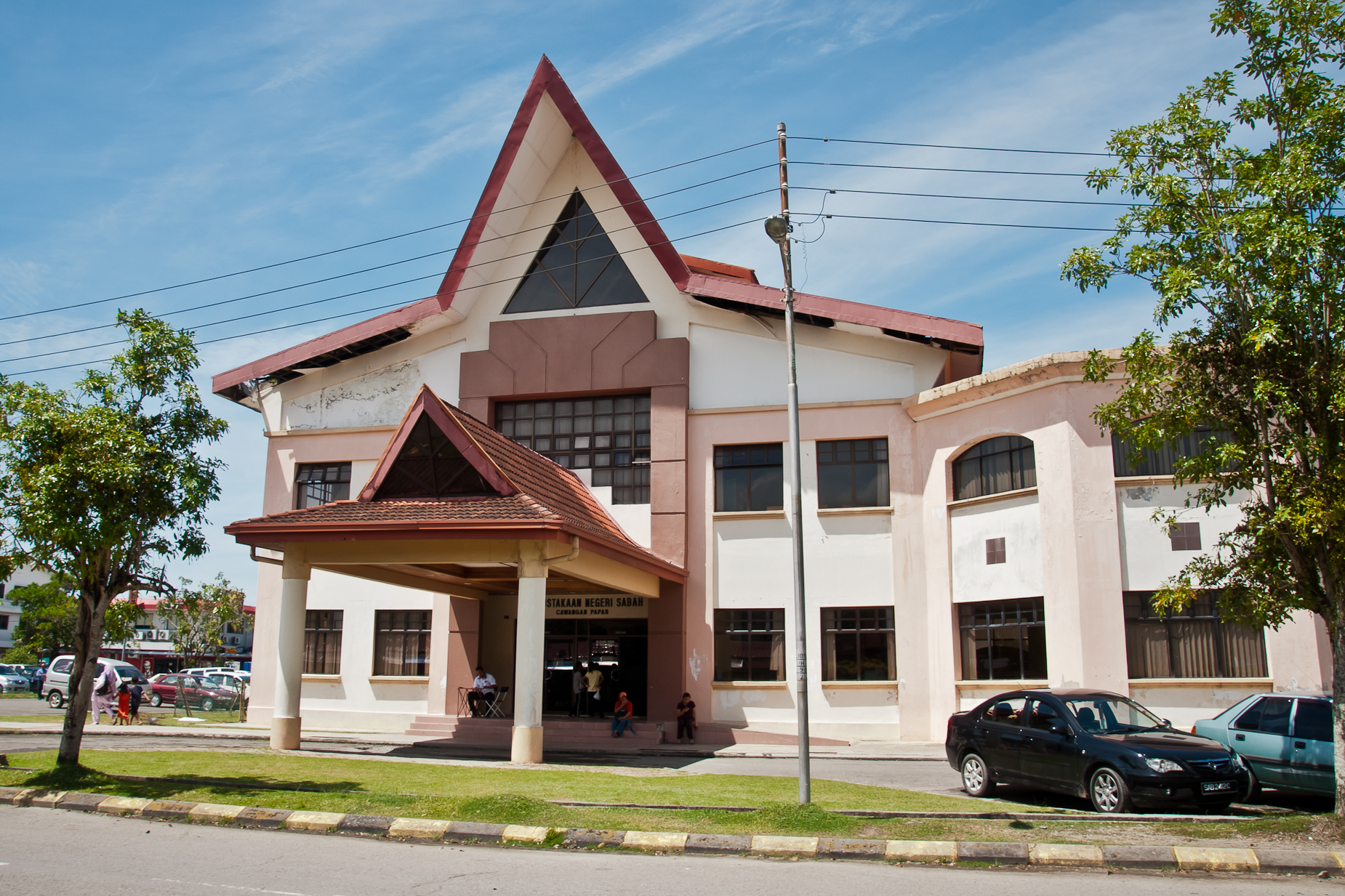
Die Öffentliche Bibliothek

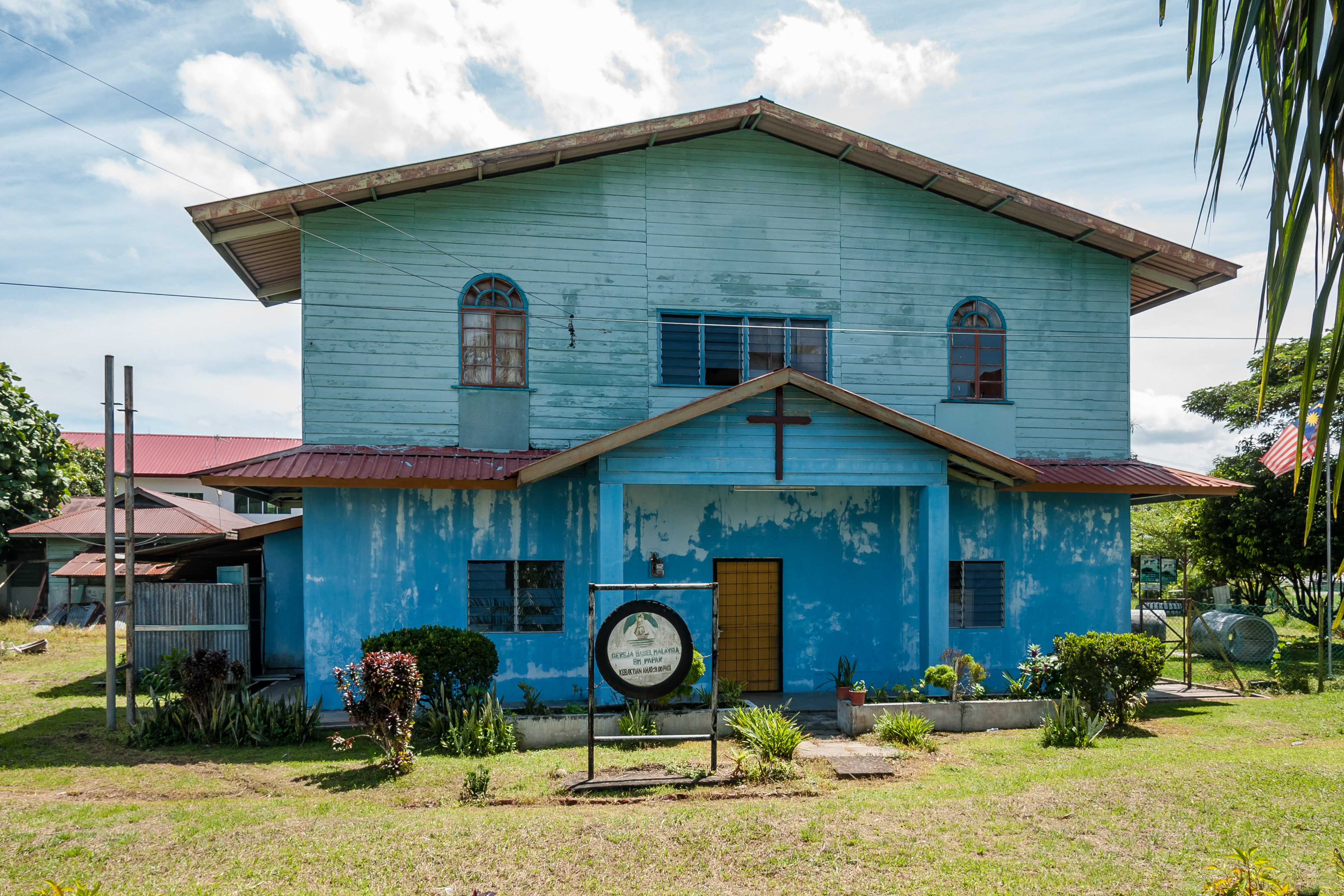
Haus der (protestantischen) Basler Mission

Papar ist eine Stadt im malaysischen Bundesstaat Sabah. Papar gehört zum gleichnamigen Verwaltungsbezirk (Distrikt Papar) und liegt 38 Kilometer südlich der Hauptstadt Kota Kinabalu. Die Stadt ist Teil des Gebietes West Coast Division zu dem die Distrikte Kota Kinabalu, Ranau, Kota Belud, Tuaran, Penampang, Putatan und Papar gehören.
Papar ist neben Tanjung Aru, Beaufort und Tenom eine wichtige Station der Sabah State Railway. Die Stadt dient Reisenden aus den südlichen Städten Sipitang und Beaufort als Zwischenstopp auf dem Weg nach Kota Kinabalu.

## Geschichte
Der Name 'Papar' stammt aus Brunei und bedeutet "flaches, offenes Land". Vor der Verwaltung durch die Englische Krone wurde Papar von Bruneiischen Fürsten regiert. Bald darauf wurde Papar durch den Datu Amir Bahar verwaltet, einem hohen Beamten innerhalb des Kabinetts eines Sultanats. 1877 kam Papar unter die Herrschaft von Gustav Overbeck und der Brüder Alfred Dent und Edward Dent.
In alten Zeiten lebte Papar vom Sklavenhandel. Nachdem die North Borneo Chartered Company im Jahr 1881 die Verwaltung Nord Borneos übernommen hatte, wurde der Sklavenhandel gemäß den im Chartervertrag festgelegten Statuten abgeschafft.
Der erste britische Verwalter von Papar war H. L. Leicester. Er begann seinen Dienst im Februar 1878 mit der festen Absicht, die Einnahmen Papars zu verbessern. Es stellte sich allerdings heraus, dass Leicester unfähig war, sich mit den lokalen Häuptlingen zu arrangieren. Die North Borneo Chartered Company ersetzte Leicester deshalb durch Alfred Hart Everett.
Eine weitere Rolle spielte Papar in der Mat-Salleh-Rebellion. Als eines der Territorien, die als unabhängige tulin nicht dem Sultan von Brunei, sondern nur einem lokalen Häuptling unterstanden, gehörten sie zu den Unterstützern von Mat Salleh. Als die North Borneo Chartered Company versuchte, diese tulin unter ihre Kontrolle zu bringen, reagierten die Bewohner, indem sie den Handel mit der Company aussetzten und stattdessen zu einem unabhängigen Territorium in Kawang verlagerten.

## Islam
Für den Islam ist Papar nach Lahad Datu einer der wichtigsten Plätze in Sabah, da von hier aus wichtige Impulse zur Ausbreitung des Islam in Sabah ausgingen. Die erste Moschee des Distrikts wurde 1878 in Kampung Laut errichtet. Sie besteht unter dem Namen Masjid Daerah Papar (Papar Distrikt Moschee) bis heute. Daneben gibt es mehrere Hauptmoscheen wie etwa die Masjid Pekan Bongawan und die Masjid Haji Mohd Yaakob in Bongawan bzw. Beringgis.

## Stadt
Die Stadt liegt am südlichen Ufer des Papar River, ganz in der Nähe des Meeres. Dort befinden sich Salzmarschen mit ausgedehnten Mangrovenwäldern aus Nypa fruticans (Nipapalmen). Über den Papar River führen zwei Stahlbetonbrücken; eine, die zusammen mit einer Eisenbahnbrücke direkt in die Stadt führt und eine andere weiter flussaufwärts, die die alte Kota Kinabalu-Papar-Straße mit den kleinen Dörfern inmitten der Reisfelder verbindet.
In der Stadt Papar leben 5.984 Einwohner. Die Stadt ist in den vergangenen Jahren stark gewachsen, hat aber einige seiner älteren Gebäude und seines früheren Aussehens bewahrt. Zu den städtebaulich wichtigen Gebäuden und Anlagen Papars gehören das District Office, der Stadtpark, die neue Markthalle, der OKK Mahali Park, die Salleh Sulong Halle sowie die neue, große Papar Hall, ein Sportkomplex mit einem Stadion, einer Tribüne und einer Sporthalle und einem Bahnhof. Papar besitzt seit kurzem eine eigene öffentliche Bibliothek, die als Zweigstelle der Sabah Staatsbibliothek geführt wird.
Trotz einiger Reparaturen und Renovierungsarbeiten in den letzten Jahren hat sich das Aussehen der Eisenbahnbrücke seit dem Zweiten Weltkrieg nicht verändert. In den Plänen der Alliierten zur Rückeroberung von Nord-Borneo von den Japanern, spielte sie eine gewisse Rolle. Hinweise auf die Brücke und den Papar River finden sich in Berichten über die Geheimdienstoperationen Agas und Semut, und später in den Angriffsplänen für die Operationen Stallion und Oboe 6.

## Verkehr
Papar liegt auf der Bahnstrecke Tanjung Aru - Tenom der Sabah State Railway. Züge halten am Bahnhof Papar in beide Richtungen dreimal täglich.

## Tourismus
Neben der Landwirtschaft ist der Tourismus die Haupterwerbsquelle in Papar. Entlang der Küstenlinie von Papar befinden sich eine Vielzahl von Resorts, z. B. das Beringgis Beach Resort.

## Persönlichkeiten
- Joseph Pairin Kitingan (* 1940), der 7. Ministerpräsident von Sabah (1985–1994), wurde in Papar geboren.